# Dicopomorpha echmepterygis
A Dicopomorpha echmepterygis parányfürkész faj a hártyásszárnyúak (Hymenoptera) rendjébe tartozó Mymaridae családban. A faj hímje mintegy 139 μm-es méretével a világ legkisebb rovarfaja.
A faj első példányait 1994-ben gyűjtötték az Egyesült Államokbeli Illinois államban, leírására 1997-ben került sor.

## Megjelenése
A faj hímjének mérete 139-240 μm, a faj ezzel sok egysejtű élőlénynél is kisebb. A hímek szárnyai visszafejlődtek, sem látó-, sem szájszervvel nem rendelkeznek. Szerveinek redukciója teszi lehetővé extrém kis méretét, ugyanis repülőizmokkal és látóidegekkel ilyen kis méret elérése lehetetlen volna. Lábai viszonylag jól fejlettek, végükön nagy tapadólebeny (arolium) található. Rövid, szegmentálatlan csápja rendkívüli mértékben megvastagodott. Színe fakó, szürkésbarna. A nőstény a hímnél lényegesen nagyobb, akár 550 μm-es, szárnyakkal és viszonylag hosszú, fejlett, ízelt csáppal rendelkezik. A test színe egyöntetű fekete, a csáp és a végtagok barnásak.

## Életmódja
Parazitoid életmódot folytat, gazdaállata az Észak-amerikai Echmepteryx hageni nevű fürgetetű faj, melynek tojásait parazitálja. Gazdatojásonként 1 nőstény és 1-3 hím egyed található. Az imágók a tojás belsejében párzanak saját testvéreikkel, majd a megtermékenyített nőstények a gazdatojást elhagyva újat keresnek saját tojásaik lerakására. A hímek valószínűleg sohasem hagyják el a gazdatojást, azonban lehetséges, hogy a hímek fejlett lábaikkal a szárnyas nőstény testvéreikre kapaszkodva jutnak el más gazdatojásokhoz, ahol megtörténhet a párzás nem rokon egyedekkel.